# Live… Gathered in Their Masses
| Оценки критиков  | Оценки критиков                                                          |
| Источник         | Оценка                                                                   |
| ---------------- | ------------------------------------------------------------------------ |
| Kerrang!         | 5 из 5 звёзд · 5 из 5 звёзд · 5 из 5 звёзд · 5 из 5 звёзд · 5 из 5 звёзд |
| Record Collector | [ 2 ]                                                                    |
| Classic Rock     | [ 3 ]                                                                    |

Live… Gathered in Their Masses — концертный альбом и фильм английской хэви-метал-группы Black Sabbath. Он содержит в себе записи выступлений, сделанные во время тура после воссоединения группы в 2013 году, на концертах, состоявшихся в Мельбурне (Австралия) 29 апреля и 1 мая. Был выпущен 26 ноября 2013 года на CD, DVD, Blu-ray и как бонусный бокс-сет.
Название альбома обыгрывает первую строчку песни «War Pigs» («Generals gathered in Their Masses»), с которой открывались концерты.

## Список композиций
DVD/Blu-ray
| №                   | Название                                                     | Автор(ы)                                          | Длительность |
| ------------------- | ------------------------------------------------------------ | ------------------------------------------------- | ------------ |
| 1.                  | «War Pigs»                                                   | Гизер Батлер, Тони Айомми, Оззи Осборн, Билл Уорд | 8:33         |
| 2.                  | «Into the Void»                                              | Батлер, Айомми, Осборн, Уорд                      | 6:46         |
| 3.                  | «Loner»                                                      | Батлер, Айомми, Осборн                            | 5:58         |
| 4.                  | «Snowblind»                                                  | Батлер, Айомми, Осборн, Уорд                      | 7:14         |
| 5.                  | «Black Sabbath»                                              | Батлер, Айомми, Осборн, Уорд                      | 7:44         |
| 6.                  | «Behind the Wall of Sleep»                                   | Батлер, Айомми, Осборн, Уорд                      | 3:32         |
| 7.                  | «N.I.B.»                                                     | Батлер, Айомми, Осборн, Уорд                      | 6:19         |
| 8.                  | «Methademic»                                                 | Батлер, Айомми, Осборн                            | 5:21         |
| 9.                  | «Fairies Wear Boots»                                         | Батлер, Айомми, Осборн, Уорд                      | 6:34         |
| 10.                 | «Symptom of the Universe (инструментальная)/Барабанное соло» | Батлер, Айомми, Осборн, Уорд                      | 7:52         |
| 11.                 | «Iron Man»                                                   | Батлер, Айомми, Осборн, Уорд                      | 7:41         |
| 12.                 | «End of the Beginning»                                       | Батлер, Айомми, Осборн                            | 8:36         |
| 13.                 | «Children of the Grave»                                      | Батлер, Айомми, Осборн, Уорд                      | 6:29         |
| 14.                 | «God is Dead?»                                               | Батлер, Айомми, Осборн                            | 8:52         |
| 15.                 | «Sabbath Bloody Sabbath (вступление) / Paranoid»             | Батлер, Айомми, Осборн, Уорд                      | 7:02         |
| Общая длительность: | Общая длительность:                                          | Общая длительность:                               | 107:59       |

CD
| №                   | Название                                         | Длительность |
| ------------------- | ------------------------------------------------ | ------------ |
| 1.                  | «War Pigs»                                       | 8:12         |
| 2.                  | «Loner»                                          | 4:58         |
| 3.                  | «Black Sabbath»                                  | 7:56         |
| 4.                  | «Methademic»                                     | 5:15         |
| 5.                  | «N.I.B.»                                         | 6:11         |
| 6.                  | «Iron Man»                                       | 7:35         |
| 7.                  | «End of the Beginning»                           | 8:09         |
| 8.                  | «Fairies Wear Boots»                             | 6:59         |
| 9.                  | «God Is Dead?»                                   | 9:00         |
| 10.                 | «Sabbath Bloody Sabbath (вступление) / Paranoid» | 5:04         |
| Общая длительность: | Общая длительность:                              | 69:11        |

Бонусный DVD/Blu-ray к люкс-версии бокс-сета
| №                   | Название                           | Длительность |
| ------------------- | ---------------------------------- | ------------ |
| 1.                  | «Under the Sun»                    | 4:28         |
| 2.                  | «Dirty Women»                      | 7:19         |
| 3.                  | «Electric Funeral»                 | 5:27         |
| 4.                  | «Интервью с группой Black Sabbath» | 15:10        |
| 5.                  | «Showday - Behind the Scenes»      | 8:31         |
| Общая длительность: | Общая длительность:                | 40:24        |

## Участники записи
- Оззи Осборн — вокал
- Тони Айомми — гитара
- Гизер Батлер — бас-гитара

Приглашённые музыканты
- Томми Клафетос — ударные
- Адам Уэйкман — клавишные

## Сертификации
| Регион                                                       | Сертификация | Продажи |
| ------------------------------------------------------------ | ------------ | ------- |
| Польша (ZPAV)                                                | Золотой      | 5000*   |
| * Данные о продажах приведены только на основе сертификации. |              |         |